# Кинг, Олив Келсо
Олив Мэй Келсо Кинг (англ. Olive May Kelso King; 30 июня 1885, Сидней — 1 ноября 1958, Мельбурн) — австралийская военнослужащая, водитель санитарного автомобиля «Слон Элла» королевских вооружённых сил Сербии во время Первой мировой войны, которая несла службу на Салоникском фронте. Кавалер двух сербских орденов: ордена Милоша Обилича за храбрость и ордена Святого Саввы.

## Детство и юность
Родилась в богатой семье сэра Келсо Кинга и его жены Ирены Изабеллы. Обучалась в Сиднейской англиканской грамматической школе для девочек, а также и в Германии. Была авантюристской и увлекалась скалолазанием: вместе с тремя мужчинами она совершила восхождение на гору Попокатепетль в Мексике.

## Война

### На пути в Сербию
В начале войны Олив в 1914 году находилась в Англии и добровольцем записалась в водители карет скорой помощи. Некоторое время она несла службу в Бельгии, управляя собственным автомобилем, который переоборудовала для нужд санитарных частей (16 мест) и назвала «Слон Элла». В 1915 году она стала сотрудницей Больницы шотландских женщин (это объединение госпиталей помогало раненым во Франции, России, Сербии и других странах-членах Антанты) и была направлена в полевой госпиталь Сен-Саван у Труа. Условия в полевом госпитале были суровыми: госпиталь находился в болотистой местности, перейти из одной палатки в другую можно было только по деревянному помосту.
В ноябре 1915 года санитарное подразделение Олив Кинг было направлено в греческие Салоники и далее попало на сербско-греческую границу: сербские части нуждались в срочной материальной помощи, в том числе и санитарные части. Спустя шесть недель госпиталь оказался в опасности, и его решили в течение суток эвакуировать. На помощь 30 санитаркам пришли 40 человек Корпуса королевских инженеров, и к полуночи почти весь личный состав покинул позиции, кроме трёх женщин-водителей. Келсо Кинг направилась к ближайшей железнодорожной станции и добралась до последнего поезда ещё до того, как железнодорожную станцию обстреляли. 13 французских водителей, которые решили добраться окольным путём в Салоники через Дойран, попали в болгарскую засаду и все были убиты или попали в плен, а их машины захвачены в качестве трофеев.

### Салоникский фронт
В середине мая 1916 года Кинг была назначена водителем в армии Сербии на Салоникском фронте. Она вошла в часть полковника Романа Сондермайера, который в 1916 году сменил Лазара Генчича на посту начальника санитарной части Верховного командования и стала водителем автомобиля под номером 3. К концу июля 1916 года она прекратила работу в Больнице шотландских женщин.
В апреле 1917 года Олив получила звание наредника (сержанта). 18 августа 1917 года в дни Великого пожара в Салониках, разгоревшегося по вине французов, она организовала перевозку пострадавших во время пожара и в течение суток непрерывно эвакуировала людей. За свои действия во время пожара она была награждена орденом Милоша Обилича за храбрость.

## После войны
После войны Олив не стремилась покинуть Сербию. В конце 1918 года на средства своего отца и богачей Сиднея она открыла 17 мобильных столовых в помощь сербам, пострадавшим во время войны: там им предоставлялись также лекарства и одежда. Отец основал благотворительный фонд, на собранные 10 тысяч фунтов столовые открылись в Белграде, Кралево, Нише, Крагуеваце и других городах. Они проработали до 1920 года. За большую помощь сербскому населению король Александр I Карагеоргиевич наградил Олив Келсо Кинг орденом Святого Саввы.
После войны Олив работала в женской скаутской организации Girl Guides Australia, неоднократно выступала с речами по поводу своего участия в Первой мировой войне. Во время Второй мировой войны работала в компании de Havilland Aircraft Pty Ltd. в приёмной комиссии. Незадолго до смерти перебралась в Мельбурн, где и прожила остаток своей жизни.